# 2358 Bahner
A 2358 Bahner (ideiglenes jelöléssel 1929 RE) a Naprendszer kisbolygóövében található aszteroida. Karl Wilhelm Reinmuth fedezte fel 1929. szeptember 2-án, Heidelbergben.